# Útes Bandiagara
Útes Bandiagara, též Bandiagarský zlom, je skalní masiv, který se nachází v takzvané Zemi Dogonů v oblasti Mopti v Mali. Tento více než 150 km dlouhý pískovcový útes se zdvíhá do výše asi 500 metrů nad písečnou rovinu, jež se rozkládá směrem k jihu. Začíná asi 100 km jižně od správního centra zdejší oblasti, Mopti, a táhne se až do vzdálenosti 44 km na severovýchod od města Bandiagara. Území o rozloze 3273 km² okolo útesu, které obývají Dogoni, je od roku 1989 zařazeno mezi památky Světového dědictví UNESCO kombinující kulturní a přírodní důvody ochrany.
Na severovýchodě přechází tento geomorfologický útvar do masivu Grandamia, který je zakončen nejvyšším vrcholem Mali, 1115 m vysokou stolovou horou Hombori Tondo.

## Galerie

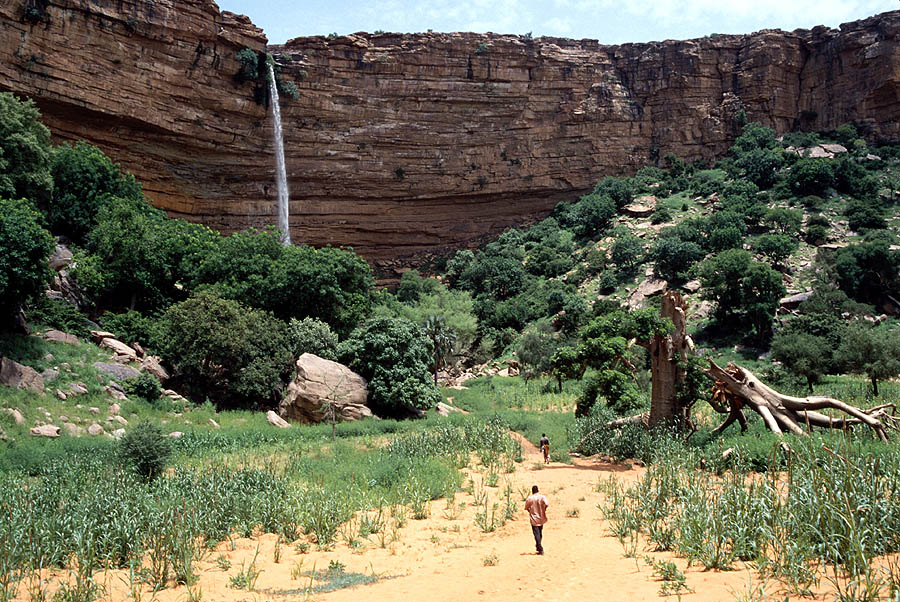
Pohled na část útesu Bandiagara
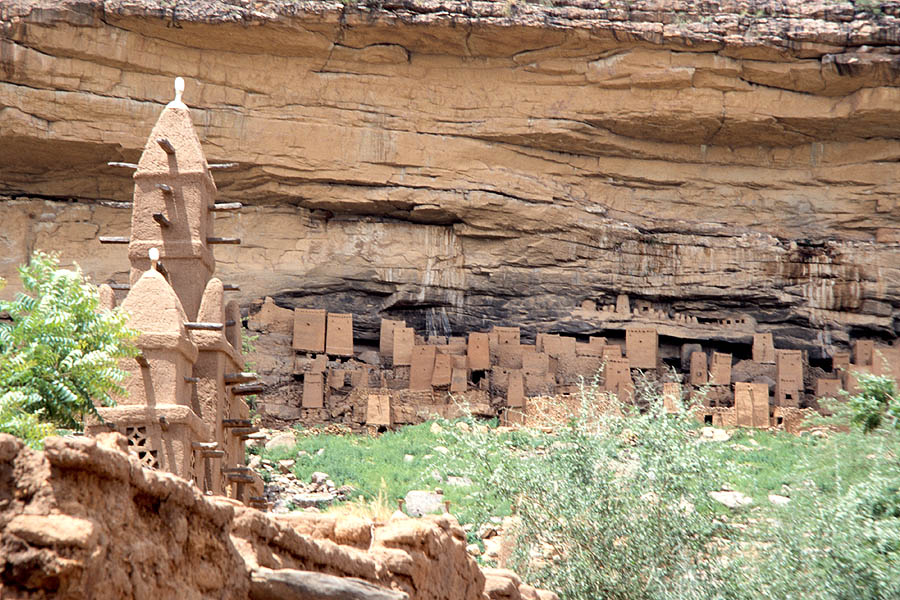
Pozůstatky obydlí etnika Tellemů nad opuštěnou dogonskou vesnicí. V popředí stojí mešita soudobé dogonské vesnice postavená z nepálených cihel.
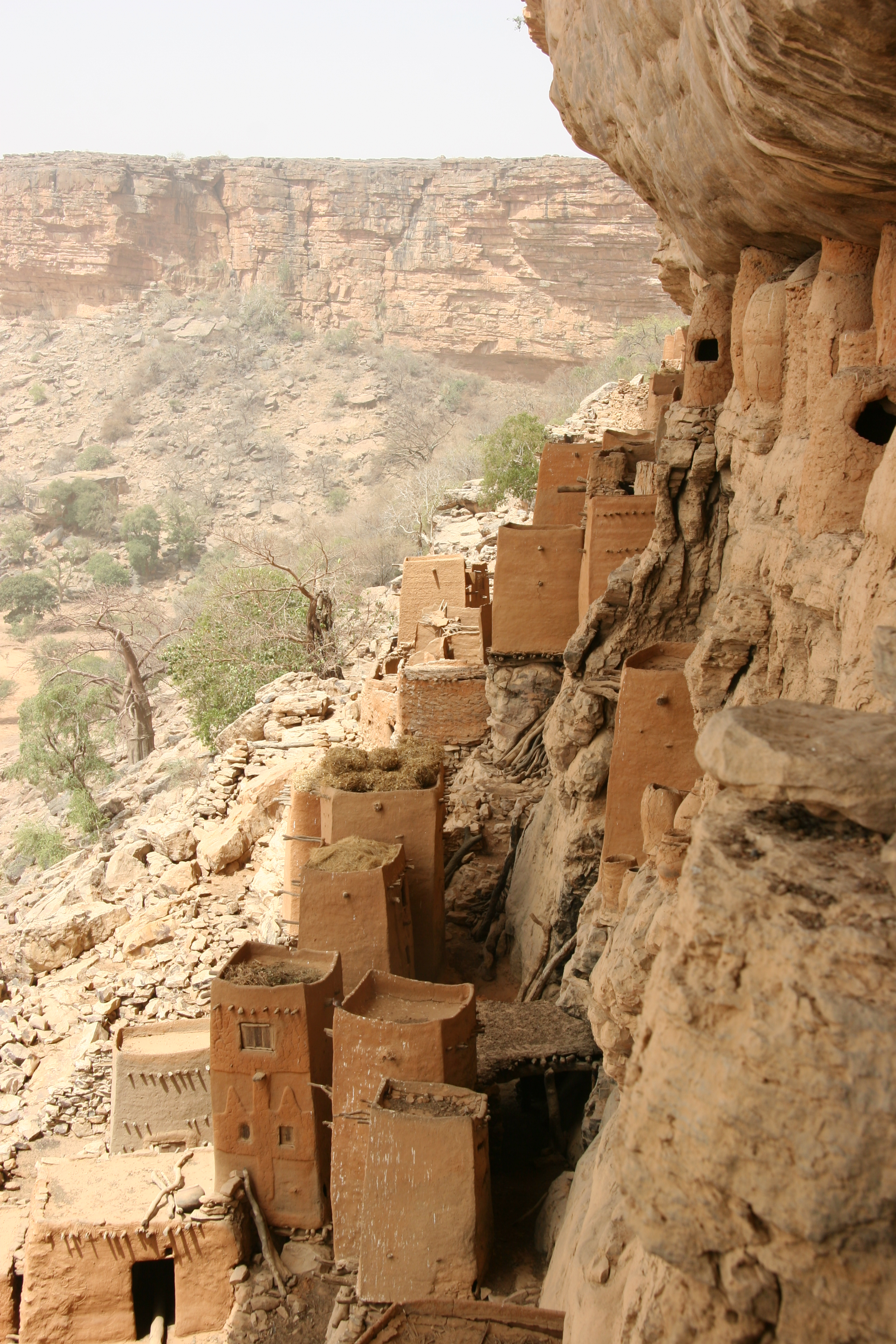
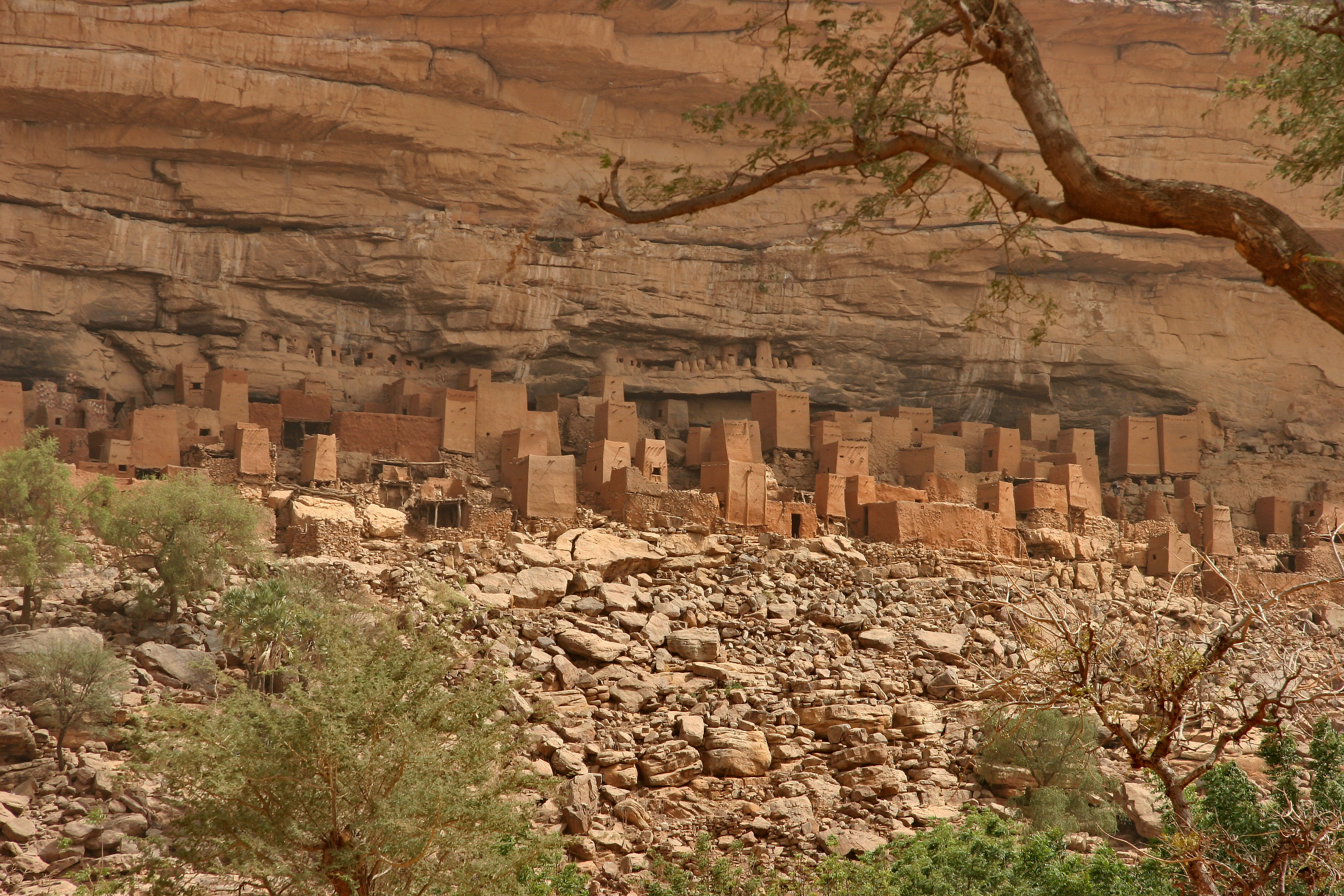
Dogonská obydlí při úpatí útesu